# 鳥パラミクソウイルス
鳥パラミクソウイルス（とりパラミクソウイルス、Avian Avian paramyxovirus）2型～9型はパラミクソウイルス科アブラウイルス属に属するウイルス。ニューカッスル病ウイルスは同じ属に属する別種のウイルスである。